# Respondent
|  | Wiktionary har en ordboksartikel om respondent. |

En respondent (latin, 'den som svarar') är den som försvarar en doktorsavhandling eller akademisk uppsats under disputationen eller presentationen. Numera är det så gott som undantagslöst författaren som själv går in i denna roll.
Respondent kallas även den person som intervjuas, till exempel av en journalist eller en forskare.
Respondent kan vara en person som svarar på en undersökning. För att hitta personer som är relevanta/representativa för en viss undersökning måste man göra ett urval, ett så kallat respondenturval.
Som adjektiv används ordet respondent av psykologer om en reaktion (respons) som direkt utlöses av en signal vid klassisk betingning, t. ex. en reflex.